# Tillamook
Tillamook és una població dels Estats Units i seu del comtat del mateix nom a l'estat d'Oregon. Segons el cens del 2006 tenia 4.675 habitants.

## Demografia
Segons el cens del 2000, Tillamook tenia 4.352 habitants, 1.758 habitatges, i 1.105 famílies. La densitat de població era de 1.091,1 habitants per km².
Dels 1.758 habitatges en un 33,3% hi vivien nens de menys de 18 anys, en un 44,7% hi vivien parelles casades, en un 12,5% dones solteres, i en un 37,1% no eren unitats familiars. En el 32,1% dels habitatges hi vivien persones soles el 13,1% de les quals corresponia a persones de 65 anys o més que vivien soles. El nombre mitjà de persones vivint en cada habitatge era de 2,46 i el nombre mitjà de persones que vivien en cada família era de 3,08.
Per edats la població es repartia de la següent manera: un 29,2% tenia menys de 18 anys, un 9,4% entre 18 i 24, un 28,1% entre 25 i 44, un 19,6% de 45 a 60 i un 13,6% 65 anys o més.
L'edat mediana era de 33 anys. Per cada 100 dones de 18 o més anys hi havia 92,1 homes.
La renda mediana per habitatge era de 29.875$ i la renda mediana per família de 36.351$. Els homes tenien una renda mediana de 28.458$ mentre que les dones 20.801$. La renda per capita de la població era de 15.160$. Aproximadament l'11,8% de les famílies i el 15,4% de la població estaven per davall del llindar de pobresa.

## Poblacions més properes
El següent diagrama mostra les poblacions més properes.